# Le Crestet
Le Crestet település Franciaországban, Ardèche megyében. Lakosainak száma 522 fő (2022. január 1.). Le Crestet Arlebosc, Boucieu-le-Roi, Empurany, Gilhoc-sur-Ormèze és Lamastre községekkel határos.

## Népesség
A település népességének változása:
| Lakosok száma | 415  | 436  | 515  | 531  | 530  | 523  | 519  | 520  | 521  | 522  |
|               | 1968 | 1982 | 1990 | 2006 | 2013 | 2015 | 2017 | 2019 | 2020 | 2022 |